# Hot Pink (bài hát của EXID)
Hot Pink (tiếng Hàn: 핫핑크; Romaja: Hat Pingkeu) là đĩa đơn thứ tư được thu âm bởi nhóm nhạc nữ Hàn Quốc EXID, do Yedang Entertainment (nay có tên là BANANA Culture) sản xuất và được phân phối bởi Sony Music. Đĩa đơn được phát hành trực tuyến trên các trang nghe nhạc trực tuyến vào ngày 18 tháng 11 năm 2015.

## Bối cảnh và phát hành
Cuối tháng 6 năm 2015, công ty chủ quản của EXID là Yedang Entertainment (hiện đã đổi tên thành BANANA Culture vào tháng 3 năm 2016) thông báo rằng nhóm sẽ quay lại các sàn đấu âm nhạc chỉ sau 5 tháng kể từ lần trở lại gần nhất là vào tháng 4 cùng năm. Nhưng sau đó vào tháng 10, đại diện của EXID phát biểu rằng ngày phát hành sản phẩm mới sẽ bị lùi lại cho tới giữa tháng 11, và thay vì trở lại với một mini album, nhóm sẽ tung ra một đĩa đơn nhạc số.
Ngày 7 tháng 11, EXID được mời tham dự lễ trao giải MelOn Music Awards 2015, và khi trả lời một cuộc phỏng vấn, thành viên LE tiết lộ ngày comeback chính thức sẽ là ngày 18 tháng 11 và nhóm cùng công ty đang hoạt động hết công suất để chuẩn bị cho lần trở lại này. Vào ngày 11 và 13 tháng 11, những bức ảnh teaser concept lần lượt được tung ra trên trang SNS chính thức. Tiếp đó vào ngày 15 và 16 tháng 11, lần lượt hai teaser nhá hàng của hai thánh viên Junghwa và Hani được tung ra trên kênh YouTube chính thức của EXID. Ngày 18 tháng 11 năm 2015, bài hát "Hot Pink" và video âm nhạc cùng tên được phát hành trực tuyến trên các cổng nghe nhạc trực tuyến và kênh YouTube của nhóm, đồng thời EXID có một buổi phát sóng trực tiếp mang tên ALL DAY EXID Thunder Party trên Naver V App. Trong lần comeback này, thành viên LE cũng tham gia vào khâu sáng tác vả sản xuất bài hát như những sản phẩm trước đó.

## Video âm nhạc
Tông màu chủ đạo của video âm nhạc là màu hồng đậm. Trong MV, các thành viên EXID là những cô nàng bán xăng dầu xinh đẹp và gợi cảm. Mở đầu video âm nhạc là cảnh các thành viên đang chất cái gì đó vào cốp xe ô tô. Có vẻ như cửa hàng xăng dầu của EXID có bán một loại dầu cấm tên "Pink Oil". Họ bán loại dầu này cho những người đàn ông, nếu ô tô được bơm loại dầu này thì có thể chạy rất khỏe. Và khi bị cảnh sát phát hiện ra đang bán loại dầu cấm, EXID đã giết họ rồi giấu vào cốp xe

## Danh sách bài hát
| STT              | Nhan đề                          | Phổ lời                                                  | Phổ nhạc                                   | Sắp xếp          | Thời lượng |
| ---------------- | -------------------------------- | -------------------------------------------------------- | ------------------------------------------ | ---------------- | ---------- |
| 1.               | "Hot Pink" (핫핑크; Hat Pingkeu) | Shinsadong Tiger, Beominangi, LE, Monster Factory, LEONA | Shinsadong Tiger, Beominangi, LE, Upperkut | Beominangi       | 3:20       |
| Tổng thời lượng: | Tổng thời lượng:                 | Tổng thời lượng:                                         | Tổng thời lượng:                           | Tổng thời lượng: | 3:20       |

## Giải thưởng và đề cử

### Tại các lễ trao giải

#### MBC MusicShow ChampionAwards
| Năm  | Hạng mục                  | Đề cử cho  | Kết quả   |
| ---- | ------------------------- | ---------- | --------- |
| 2015 | Best Performance - Female | "Hot Pink" | Đoạt giải |

### Trên các chương trình âm nhạc

#### MBCShow Champion
| Năm  | Ngày        | Bài hát    |
| ---- | ----------- | ---------- |
| 2015 | 25 tháng 11 | "Hot Pink" |

#### SBSInkigayo
| Năm  | Ngày       | Bài hát    |
| ---- | ---------- | ---------- |
| 2015 | 6 tháng 12 | "Hot Pink" |